# Ricinocarpos pinifolius
Espèce
Ricinocarpos pinifolius est une espèce de plantes à fleurs de la famille des Euphorbiaceae, originaire de l'est de l'Australie. Elle a été décrite pour la première fois par le botaniste français René Louiche Desfontaines. Ses fleurs blanches caractéristiques sont bien connus des promeneurs au printemps, et souvent mises en bouquets.